# Dariusz Klimczak
Dariusz Klimczak (ur. 17 czerwca 1980 w Rawie Mazowieckiej) – polski polityk i samorządowiec, od 2009 do 2018 członek zarządu województwa łódzkiego III, IV i V kadencji, w tym od 2014 w randze wicemarszałka, wiceprezes Polskiego Stronnictwa Ludowego, poseł na Sejm IX i X kadencji, od 2023 minister infrastruktury w trzecim rządzie Donalda Tuska.

## Życiorys
Jest absolwentem historii na Uniwersytecie Jagiellońskim. Ukończył studia doktoranckie z zakresu politologii na Wydziale Dziennikarstwa i Nauk Politycznych Uniwersytetu Warszawskiego.
W 2002 wstąpił do PSL w Krakowie oraz do Forum Młodych Ludowców, organizacji młodzieżowej tej partii. Był m.in. rzecznikiem prasowym zarządu wojewódzkiego PSL oraz asystentem eurodeputowanego Czesława Siekierskiego. W 2005 bez powodzenia kandydował do Sejmu.
Od stycznia 2005 do marca 2006 był prezesem zarządu wojewódzkiego FML w Małopolsce. Od września 2005 do lutego 2013 pełnił funkcję prezesa zarządu krajowego FML, następnie otrzymał tytuł honorowego prezesa tej organizacji.
W 2008 wszedł w skład prezydium zarządu wojewódzkiego PSL w Łodzi, w tym samym roku wybrany został do składu rady naczelnej partii. W 2012 został wybrany na wiceprezesa zarządu wojewódzkiego, a następnie objął funkcję sekretarza Naczelnego Komitetu Wykonawczego PSL.
17 lutego 2009 został powołany do składu zarządu województwa łódzkiego. Powierzono mu nadzór merytoryczny nad Departamentem Polityki Zdrowotnej, szpitalami wojewódzkimi, Regionalnym Centrum Polityki Społecznej oraz Departamentem Kultury Fizycznej, Sportu i Turystyki. W tym samym roku bezskutecznie kandydował do Parlamentu Europejskiego. W wyborach do sejmiku łódzkiego w 2010 uzyskał mandat radnego IV kadencji, ponownie został wybrany na członka zarządu województwa. W 2011 po raz drugi bez powodzenia startował do Sejmu, a w 2014 do Europarlamentu. W 2014 utrzymał natomiast mandat radnego sejmiku na kolejną kadencję, 1 grudnia został wicemarszałkiem w nowym zarządzie województwa łódzkiego, pełniąc tę funkcję do końca kadencji.
W 2015 objął kierownictwo regionalnych struktur PSL. W tym samym roku bez powodzenia ubiegał się o mandat poselski. W NKW PSL przeszedł ze stanowiska sekretarza na funkcję wiceprezesa. W 2018 został radnym województwa łódzkiego na okres VI kadencji.
W wyborach w 2019 uzyskał mandat posła na Sejm IX kadencji, będąc liderem listy PSL w okręgu piotrkowskim. W 2023 z powodzeniem ubiegał się o reelekcję z ramienia koalicji Trzecia Droga (z wynikiem 21 826 głosów). 12 grudnia 2023 Sejm X kadencji wybrał go na urząd ministra infrastruktury w trzecim rządzie Donalda Tuska. Następnego dnia został przez prezydenta RP Andrzeja Dudę powołany na to stanowisko. W styczniu 2024 został powołany przez prezydenta w skład Rady Dialogu Społecznego.

## Wyniki wyborcze
| Wybory | Komitet wyborczy                   | Komitet wyborczy           | Organ           | Okręg           | Wynik          |
| ------ | ---------------------------------- | -------------------------- | --------------- | --------------- | -------------- |
| 2005   |                                    | Polskie Stronnictwo Ludowe | Sejm V kadencji | nr 13           | 172 (0,04%)    |
| 2009   | Parlament Europejski VII kadencji  | Polskie Stronnictwo Ludowe | nr 6            | 2395 (0,50%)    |                |
| 2010   | Sejmik Województwa Łódzkiego       | Polskie Stronnictwo Ludowe | nr 6            | 12 160 (8,83%)  |                |
| 2011   | Sejm VII kadencji                  | Polskie Stronnictwo Ludowe | nr 10           | 4714 (1,81%)    |                |
| 2014   | Parlament Europejski VIII kadencji | Polskie Stronnictwo Ludowe | nr 6            | 4537 (0,97%)    |                |
| 2014   | Sejmik Województwa Łódzkiego       | Polskie Stronnictwo Ludowe | nr 5            | 20 092 (15,31%) |                |
| 2018   | Sejmik Województwa Łódzkiego       | Polskie Stronnictwo Ludowe | nr 5            | 19 694 (12,88%) |                |
| 2019   | Sejm IX kadencji                   | Polskie Stronnictwo Ludowe | nr 10           | 15 977 (4,61%)  |                |
| 2023   |                                    | Trzecia Droga              | nr 10           | Sejm X kadencji | 21 826 (5,50%) |

## Wyróżnienia
- 2013: Brązowa Odznaka „Zasłużony dla ochrony przeciwpożarowej”[19]
- 2013: Tytuł honorowego obywatela gminy Buczek[20]